# Groupe Rassemblement pour la République
Ne doit pas être confondu avec groupe UDR.
 (avril 2021).
Si vous disposez d'ouvrages ou d'articles de référence ou si vous connaissez des sites web de qualité traitant du thème abordé ici, merci de compléter l'article en donnant les références utiles à sa vérifiabilité et en les liant à la section « Notes et références ».
À partir des élections législatives de 1951 et jusqu'à celles de 2002, les députés gaullistes forment à l'Assemblée nationale française un groupe politique qui change régulièrement de nom. Débutant dans l'opposition de la IVe République, il est le principal soutien du général Charles de Gaulle durant sa présidence (1958-1969) et se retrouve bien souvent en première place de la majorité ou de l'opposition durant une quarantaine d'années. Il porte le nom de groupe Union pour la nouvelle République de 1958 à 1967, de groupe Union des démocrates pour la République de 1969 à 1976, puis de groupe Rassemblement pour la République de 1976 à 2002.
Après les législatives de 2002, le groupe Rassemblement pour la République fusionne avec les députés libéraux de Démocratie libérale et une majorité des députés centristes du groupe Union pour la démocratie française (UDF) pour former le nouveau groupe Union pour une majorité présidentielle qui deviendra peu après le groupe Union pour un mouvement populaire, qui souhaite rassembler toutes les mouvances de la droite et du centre.

## IVeRépublique

### Rassemblement du peuple français (1951-1953)
Créé par le général de Gaulle en 1947, le RPF fait son entrée à l'Assemblée nationale lors des élections de 1951. Grâce à son succès électoral (21,76 %), limité par le système électoral des apparentements, il devient la première force politique avec 121 députés. Opposé à la IVe République, il ne peut empêcher la constitution d'une coalition de Troisième Force (SFIO-MRP-CNI-RGR) et se retrouve (comme le PCF) ostracisé de la part des autres partis politiques.
Lors d'une crise ministérielle en janvier 1952, Jacques Soustelle, président de groupe, est pressenti pour prendre la présidence du Conseil. S'il ne refuse pas la possibilité de former un gouvernement en acceptant d'engager des consultations à la demande de Vincent Auriol, il doit renoncer, à la suite de l'injonction du général de Gaulle qui refuse toute compromission.
Du fait de cet isolement, des dissensions se forment entre les députés fidèles à la stratégie du général de Gaulle et ceux qui souhaitent se rapprocher des partis de droite. Le 6 mars 1952, les dissensions au sein du groupe finissent par aboutir à une scission. Vingt-sept députés RPF votèrent l'investiture du Gouvernement Antoine Pinay contre l'avis du général de Gaulle. Ils sont alors exclus et forment l'Action républicaine et sociale. En juillet 1952, 45 députés RPF supplémentaires rompent avec le mouvement gaulliste. L'année suivante, le 6 mai 1953, Charles de Gaulle rendit leur liberté aux parlementaires après le résultat des élections municipales où le RPF perd la moitié de ses suffrages et plusieurs des villes conquises en 1947. 
Le 13 septembre 1955, le RPF est définitivement mis en sommeil.

### Union des républicains d'action sociale (1953-1954)
L'Union des républicains d'action sociale (URAS) est le nom du groupe parlementaire constitué le 26 mai 1953 par les députés restés fidèles à Charles de Gaulle après la scission du RPF en 1952. Les vingt-sept premiers dissidents avaient constitué entre 1952 et 1954 l'Action républicaine et sociale (ARS) après avoir soutenu Antoine Pinay, contre l'avis du général de Gaulle. L'URAS soutient et participe aux deux gouvernements de Joseph Laniel. Jacques Chaban-Delmas est élu président du groupe.

### Républicains sociaux (1954-1958)
Le 17 juin 1954, l'URAS devient le Groupe des Républicains Sociaux (RS). Le groupe parlementaire se constitue en parti politique, le Centre national des républicains sociaux (CNRS), le 18 novembre 1955, soit deux mois après la mise en sommeil définitive du RPF. On trouve des ministres CNRS dans les gouvernements de Pierre Mendès France et Edgar Faure ; ils sont allés « à la soupe » comme a dit, avec ironie, le général de Gaulle.
Lors des élections de 1956, les gaullistes se présentent sous l'étiquette « Républicains sociaux » et intègrent le Front républicain, coalition de centre-gauche menée par Pierre Mendès-France. Avec vingt-deux élus, le groupe des Républicains sociaux soutient les gouvernements Mollet et Gaillard dont fait partie Jacques Chaban-Delmas. Cependant, d’autres gaullistes ont préféré s'allier pour ces élections avec les partis de droite (CNIP et MRP) se retrouvant ainsi dans l'opposition parlementaire.

## VeRépublique

### Union pour la nouvelle République (1958-1967)
À la suite du retour au pouvoir du général de Gaulle et de la création de la Ve République, les gaullistes divisés depuis 1955 se rassemblent et se présentent aux législatives de 1958 sous l'étiquette « Union pour la nouvelle République ». Avec 206 députés, le groupe UNR devient la première force de l'Assemblée nationale et forme une majorité avec les libéraux du groupe Indépendants et paysans d'action sociale, les centristes du MRP, les radicaux du groupe Entente démocratique et les députés algériens du RNUR.
En 1962, alliés aux gaullistes de gauche de l'Union démocratique du travail, ils reconduisent le groupe sous le noms Union pour la nouvelle République - UDT. Celui-ci manque de peu la majorité absolue des sièges et reçoit l'appoint des Républicains indépendants, députés libéraux issus du CNIP et restés membres de la majorité présidentielle (leur parti ayant rejoint l'opposition).

### Union démocratique pour laVerépublique(1967-1968)
L'UD-Ve est le nom du parti et du groupe gaulliste après les législatives de 1967. Ces élections sont marquées par une forte poussée de la gauche (PCF et FGDS) au second tour qui manque de peu d'obtenir une majorité. Il fallut aux 201 députés UD-Ve l'appoint des quarante-deux Républicains indépendants et de quelques non-inscrits pour rester majoritaires.

### Union des démocrates pour la République (1968-1976)
En réponse des événements de mai 68, le général de Gaulle dissout l'Assemblée nationale. Les gaullistes se présentent alors sous l'étiquette « Union pour la défense de la République » pour les élections anticipées de 1968 et obtiennent une très large majorité des sièges (293 sur 487). Le 18 octobre 1968, le parti UD-Ve et le groupe parlementaire prirent le nom de Union des démocrates pour la République.
Ce groupe est reconduit après les législatives de 1973. Mais ayant perdu plus de 100 sièges et sa majorité absolue, il doit s'allier aux Républicains indépendants et aux centristes du CDP au sein de la coalition Union des républicains de progrès.
Il connait une crise interne pendant les élections présidentielles de 1974 avec la dissidence de 44 députés menés par Jacques Chirac et Charles Pasqua qui appellent à voter Valéry Giscard d'Estaing (RI) contre Jacques Chaban-Delmas, candidat de l'UDR.

### Rassemblement pour la République (1976-2002)
À la suite de la création du Rassemblement pour la République par Jacques Chirac en 1976, le groupe UDR issue des élections législatives de 1973 et présidé depuis 1974 par Roger Frey, prend le nom de groupe RPR. 
Ce groupe parlementaire est à plusieurs reprises la première force politique de l'Assemblée nationale entre 1976 et 1981, 1993 et 1997, périodes durant lesquelles il fait partie de la majorité. Il connaît son apogée lors de la Xe législature (1993-1997), avec 257 députés membres et apparentés.
À la suite des élections législatives de 2002, les députés des groupes RPR et Démocratie libérale et Indépendants forment le groupe Union pour une majorité présidentielle (UMP).

## Organisation et effectifs
| Législatures                  | Membres | Apparentés | Total     | Président                        | Appartenance | Période             | Noms                                                                                 |
| ----------------------------- | ------- | ---------- | --------- | -------------------------------- | ------------ | ------------------- | ------------------------------------------------------------------------------------ |
| IVe République                |         |            |           |                                  |              |                     |                                                                                      |
| IIe législature (1951-1956)   | 118     | 3          | 121 / 627 | Jacques Soustelle                | RPF          | 1951-1953           | Rassemblement du peuple français                                                     |
| IIe législature (1951-1956)   | 47      | 2          | 49 / 627  | Jacques Chaban-Delmas            | RPF puis RS  | 1953-1956           | Union des républicains d'action sociale (1953-1954) Républicains sociaux (1954-1956) |
| IIIe législature (1956-1958)  | 21      | 1          | 22 / 593  |                                  | RS           |                     | Républicains sociaux                                                                 |
| Ve République                 |         |            |           |                                  |              |                     |                                                                                      |
| Ire législature (1958-1962)   | 199     | 7          | 206 / 576 |                                  | UNR          |                     | Union pour la nouvelle République                                                    |
| IIe législature (1962-1967)   | 216     | 17         | 233 / 482 |                                  | UNR-UDT      |                     | Union pour la nouvelle République                                                    |
| IIIe législature (1967-1968)  | 181     | 20         | 201 / 490 |                                  | UD-Ve        |                     | Union des démocrates pour la Ve République                                           |
| IVe législature (1968-1973)   | 270     | 23         | 293 / 487 | Marc Jacquet                     | UDR          | 1969-1973           | Union des démocrates pour la République                                              |
| Ve législature (1973-1978)    | 162     | 21         | 183 / 490 | Roger Frey                       | UDR          | 1973-1974           | Union des démocrates pour la République                                              |
| Ve législature (1973-1978)    | 162     | 21         | 183 / 490 | Claude Labbé                     | UDR puis RPR | 1974-1978           | Rassemblement pour la République                                                     |
| VIe législature (1978-1981)   | 143     | 11         | 154 / 491 | Claude Labbé                     | RPR          | 1978-1981           | Rassemblement pour la République                                                     |
| VIe législature (1981-1986)   | 79      | 9          | 88 / 491  | Claude Labbé                     | RPR          | 1981-1986           | Rassemblement pour la République                                                     |
| VIIIe législature (1986-1988) | 147     | 8          | 155 / 577 | Pierre Messmer                   | RPR          | 1986-1988           | Rassemblement pour la République                                                     |
| IXe législature (1988-1993)   | 129     | 3          | 132 / 577 | Bernard Pons                     | RPR          | 1988-1993           | Rassemblement pour la République                                                     |
| Xe législature (1993-1997)    | 245     | 12         | 257 / 579 | Bernard Pons Michel Péricard     | RPR          | 1993-1995 1995-1997 | Rassemblement pour la République                                                     |
| XIe législature (1997-2002)   | 134     | 6          | 140 / 577 | Philippe Séguin Jean-Louis Debré | RPR          | 1997 1997-2002      | Rassemblement pour la République                                                     |

### Secrétaires généraux
- 1958-1993 : Anne Braun[1]
- 1993-2002 : Christine Branchu